# Списък на политическите партии в Словения
Парламентарно представени партии в Словения са:
| Партия                                           | Места в парламента | Идеология               |
| ------------------------------------------------ | ------------------ | ----------------------- |
| Листа на Зоран Янкович - Позитивна Словения      | 28                 | Социален либерализъм    |
| Словенска демократическа партия                  | 26                 | Либерален консерватизъм |
| Социални демократи                               | 10                 | Социалдемокрация        |
| Гражданска листа на Грегор Вирант                | 8                  | Класически либерализъм  |
| Демократическа партия на пенсионерите в Словения | 6                  | Еднопроблемна партия    |
| Словенска народна партия                         | 6                  | Консерватизъм           |
| Нова Словения                                    | 4                  | Християндемокрация      |
| Представители на етническите малцинства          | 2                  |                         |

Други партии, представени в миналото в парламента
- Зарес
- Либерална демокрация на Словения
- Словенска национална партия